# Guma Mousa
Guma Mousa (Trípoli, 1 de janeiro de 1978) é um futebolista líbio que atua como goleiro.

## Carreira
Guma Mousa representou o elenco da Seleção Líbia de Futebol no Campeonato Africano das Nações de 2012.